# От семи лет и выше
«От семи лет и выше» (англ. The Seven-Ups) — американский полицейский триллер режиссёра Филипа Д’Антони, вышедший на экраны в 1973 году.

## Сюжет
«The Seven-Ups» — группа полицейских в штатском из Нью-Йорка, использующих в своей работе не совсем законные методы. Тем не менее благодаря своей эффективности группа пользуется поддержкой полицейского руководства города.
Лидер группы, Бадди Манучи (Рой Шайдер) получает от своего информатора Вито (Тони Ло Бьянко) материалы на одного из высокопоставленных мафиози Макса Калиша. В один из вечеров Макса Калиша, а через несколько дней ещё одного мафиози похищают с целью получения выкупа двое — Бо (Билл Хикман) и Мун (Ричард Линч), использующие удостоверения полицейских. Мафия и руководство полиции начинают подозревать в совершении похищений группу Бадди, и в ходе одной из операций погибает полицейский.
Используя привычные жёсткие методы, Бадди и его коллеги выходят на след Муна и Бо, которых убивают в ходе завязавшейся при попытке задержания перестрелки. Бадди догадывается о том, что информацией похитителей снабжал Вито, и обещает сдать его мафии.

## В ролях
| Актёр          | Роль       |
| -------------- | ---------- |
| Рой Шайдер     | Бадди      |
| Тони Ло Бьянко | Вито Лючия |
| Ларри Хайнс    | Макс Калиш |
| Ричард Линч    | Мун        |
| Билл Хикман    | Бо         |
| Кен Керчевал   | Ансель     |
| Джо Спинелл    | Торедано   |